# Centre de création industrielle
CCI
Pour les articles homonymes, voir CCI.
Le Centre de création industrielle (CCI) est un organisme culturel français lié au design industriel, et rattaché au centre Pompidou.

## Histoire
Le CCI est fondé en octobre 1969 au sein de l'Union centrale des arts décoratifs (UCAD) par François Mathey qui a recruté François Barré en qualité de secrétaire général du Centre. Le CCI est ensuite intégré en 1972 au centre Pompidou, devenant l'un de ses départements le 1er juillet 1973. Par la suite, en 1992, il est fusionné avec le musée national d'Art moderne (Mnam), qui était un autre département du centre Pompidou, pour former un seul département : le musée national d'Art moderne / Centre de création industrielle (Mnam / CCI).
Parmi les activités du CCI, les expositions et la publication d'ouvrages occupaient une grande place. Le CCI était également l'éditeur de la revue Traverses.

## Directeurs
- 1969 : François Mathey
- 1976 : Jacques Mullender (d)[a]
- 1982 : Paul Blanquart[b]
- 1984 : François Burkhardt[c]
- 1987 : François Burkhardt (renouvellement)[d]
- 1990 : Dominique Bozo (même directeur que le Mnam)[e]

### Archives
- Sous-fonds : Expositions du CCI [Négatifs NB et coul., diapositives coul, tirage NB et coul. ; 26300 vues, dont 16300 numérisées]. Fonds : Expositions du Centre Pompidou : reportages photographiques en argentique.; Cote : CCI 1 - 250. Paris : Bibliothèque Kandinsky, Centre Pompidou (présentation en ligne).
- Fiche descriptive : Fonds Conférences AC/CCI (1976–1985), sur ArchiWebture, base de données du Centre d'archives de l'Institut français d'architecture, Cité de l'architecture et du patrimoine.